# Elisabeth Selbert
Elisabeth Selbert, née Martha Elisabeth Rohde le 22 septembre 1896 à Cassel et morte dans la même ville le 9 juin 1986, est une avocate et femme politique allemande. 

## Biographie

### Jeunesse et début de carrière
Martha Elisabeth Rohde naît à Cassel (Hesse), le 22 septembre 1896, de Georg Rhode et Eva Elisabeth Sauer. Elle est élevée dans une famille de tradition chrétienne, appartenant à la petite bourgeoisie allemande, et fréquente une école pour l'éducation des femmes. En raison du manque d'argent, elle ne peut réaliser de longues études pour devenir enseignante, et réalise donc des petits travaux, notamment dans un bureau de télégraphie. 
Elle y rencontre celui qui deviendra son mari, Adam Selbert. Surnommé le « fonctionnaire rouge », il lui transmet son intérêt pour la politique et elle rejoint le SPD en 1918. Dès 1919, elle occupe des fonctions politiques mineures : elle est conseillère municipale de Niederzwehren et participe en tant que déléguée à une conférence des femmes. Elle est influencée par Philipp Scheidemann, qui l'incite à se lancer dans le journalisme et l'éducation des femmes.
Elle se marie avec Adam en 1920, et ils ont deux fils ; elle reprend ensuite ses études et obtient son Abitur à la Luisenschule de Cassel en 1926. En 1929, elle entame alors des études de droit dans les universités de Marbourg et Göttingen, et passe l'année suivante son premier concours, sur le thème « La rupture du mariage comme motif de divorce ». 

### Sous le Troisième Reich
En mars 1933, lors des élections législatives allemandes, Selbert se présente comme candidate dans sa circonscription, avec l'étiquette du SPD, mais n'est pas élue. La même année, c'est son mari qui est élu adjoint au maire de Niederzwehren.
Peu de temps après, dès le début du régime nazi, son mari est licencié puis déporté dans le camp de concentration de Breitenau, car il est considéré par le régime comme un « Rouge ». Elle parvient à le faire libérer sur « motifs juridiques » après un mois de détention, mais il continue à subir l'oppression et ne parvient pas à retrouver un travail.  
Elle réussit à passer son deuxième examen de droit en 1934, mais les opportunités pour les femmes d'exercer un métier, encore plus dans le droit, se réduisent sous la pression nazie. En décembre 1934, la loi interdit officiellement aux femmes d'exercer comme avocates, mais cela n'arrête pas Selbert qui est tout de même admise le 15 décembre 1934, contre l'avis du bureau des avocats, du Président du bureau d'examen judiciaire du Reich, et du Gauleiter. Le président du tribunal étant en voyage d'affaires, deux juges lui annoncent officiellement son admission, et son père, huissier, soutient la décision. Son mari ne gagnant qu'une faible pension, elle est la principale source de revenu de la famille.  
Elle s'installe en tant qu'avocate dans un cabinet qu'elle a racheté à deux confrères juifs, Karl Elias et Leon Roßmann, contraints d'émigrer en raison des persécutions. Elle évoquera plus tard son profond dégoût pour l'antisémitisme et l'exclusion, expliquant que les biens qu'elle a acquis ont été rachetés à un bon prix,. 
Son cabinet d'avocats prospère. Elle s'occupe le plus souvent du droit de la famille, et arbitre des mariages et des divorces, affaires influencées par l'idéologie nazie. Cependant, elle se refuse à traiter les affaires en lien direct avec la politique en raison de ses opinions personnelles et se tient éloignée des procès, notamment pour haute trahison. Son activité est décrite par Heike Drummer et Jutta Zwilling comme une « marche sur la corde raide ». Toutefois, selon Selbert, les Nazis ne parviennent à s'assurer du contrôle sur l'institution judiciaire qu'à partir de 1938, moment où elle et plusieurs collègues entrent activement en résistance. Ils utilisent leurs fonctions au tribunal pour alléger les peines des militants politiques de leur entourage, voire les acquitter.  
Elle est toutefois contrainte, en raison de son activité dans les affaires juridiques concernant le patrimoine des Juifs, de se rendre « complice des actions criminelles de l'époque nazie », afin notamment de protéger sa famille. Cela l'affecte émotionnellement. Pour éloigner les soupçons, elle adhère en 1938 au Secours populaire national-socialiste. Elle défend plusieurs de ses collègues enrôlés dans la Wehrmacht, de 1940 à 1943.  
En 1943, son bureau à Cassel est détruit dans un bombardement allié, et la situation empire en 1944 ; Selbert est obligée de travailler depuis son appartement. En l'absence de leurs deux fils, envoyés au front, Elisabeth et Adam Selbert décident de s'éloigner de la ville et se réfugient à Melsungen, à une vingtaine de kilomètres de Cassel, à l'hôtel Lindenlust.

### Durant l'après-guerre

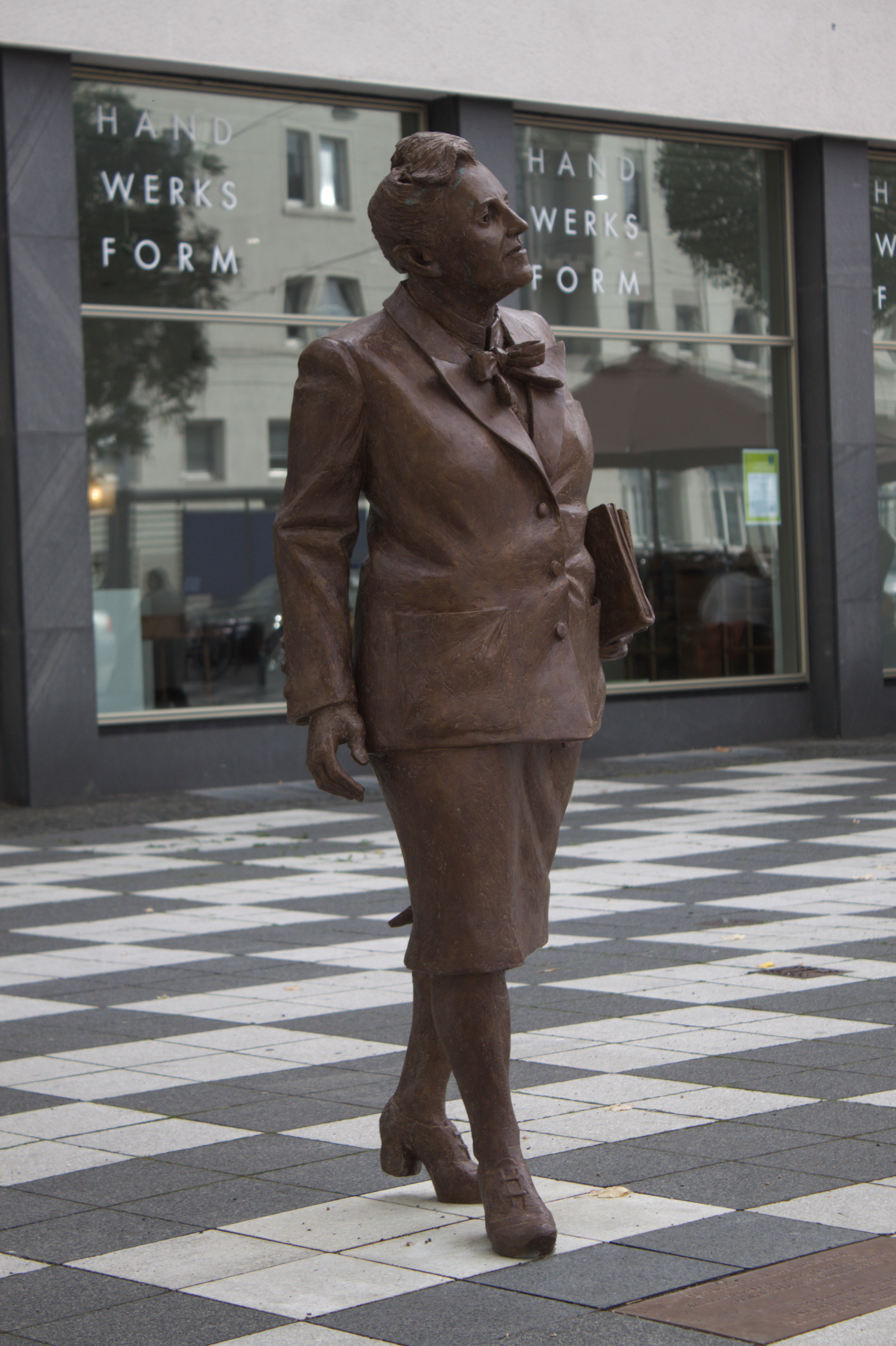
Statue en bronze d'Elisabeth Selbert sur la Scheidemann-Platz à Cassel.

Après la guerre, Elisabeth Selbert continue son travail d'avocate et devient aussi une femme politique importante dans le pays ainsi qu'à Cassel où elle occupe des fonctions importantes. Elle joue un rôle important dans la refondation du Parti social-démocrate d'Allemagne (SPD). 
En 1949, Selbert prend part à la rédaction de la Loi fondamentale de la République fédérale d'Allemagne, la nouvelle Constitution de la RFA et fait en sorte d'inclure dans le texte la reconnaissance de l'égalité de droits entre les hommes et les femmes. Elle gagne le surnom de « Mutter des Grundgesetzes » (litt. « Mère de la Loi fondamentale »).
Selbert est au cœur du débat sur la Treuhändergesetz (litt. « loi sur les fiduciaires »). Elle défend les Allemands ayant « acquis des biens juifs de bonne foi et loyalement » mais évoque le rôle joué par le pouvoir judiciaire dans les persécutions organisées par le Reich. Elle milite également pour que les Juifs revenus en Allemagne après la guerre soient indemnisés le plus rapidement possible par l'État,.
Dans le cadre de la dénazification en Allemagne, elle est désignée « NB » (« Non affectée »), le même classement que celui qu'elle s'était attribuée dans une auto-évaluation.